# Saalachkraftwerk Bad Reichenhall
Das Saalachkraftwerk in Bad Reichenhall ist ein Laufwasserkraftwerk zur Erzeugung von Bahnstrom mit einer installierten Leistung von ca. 8,5 MW. Es gehört zu den ältesten noch in Betrieb befindlichen Bahnkraftwerken in Deutschland. Es befindet sich im Ortsteil Kirchberg und wird von der DB Energie betrieben.

## Geschichte
Das Kraftwerk wurde von 1910 bis 1913 für die Bahnstromversorgung der neu elektrifizierten Bahnstrecken Freilassing–Bad Reichenhall und Bad Reichenhall–Berchtesgaden sowie des Abschnitts Freilassing–Salzburg der Bahnstrecke Rosenheim–Salzburg erbaut. Das Kraftwerk erhält das Wasser vom nahe gelegenen Saalachsee, der hierfür angelegt wurde. Offizielle Eröffnung war am 1. Januar 1914.
Die Errichtung der Staumauer Kibling und des Kraftwerkes hatte zur Folge, dass durch die Umleitung der Saalach die zahlreichen Mühlbäche in Bad Reichenhall trocken fielen und neben etlichen Mühlen, Schmieden und Sägen auch die städtischen Kraftwerke I (Nonner Straße) und II (Innsbrucker Straße) aufgelassen werden mussten. Aus diesem Grund wurde mit der Eisenbahn zur Kompensation dieser Ausfälle ein Ablösevertrag ausgehandelt, der die Einspeisung eines Teiles des erzeugten Stromes ins Netz der Stadtwerke gewährleistete. Diese Regelung erklärt u. a., warum im Bahnstromkraftwerk auch 50-Hz-Netzstrom erzeugt wird. Ein weiterer Ablösevertrag existiert z. B. mit dem Sägewerk Fritzer, welcher die Wasserkräfte des Gradierbaches nutzte; dieser fiel nun ebenfalls trocken.
Das Kraftwerk nebst angeschlossener Bauwerke und das ehemalige Dienstwohngebäude stehen heute unter Denkmalschutz.

### Bau

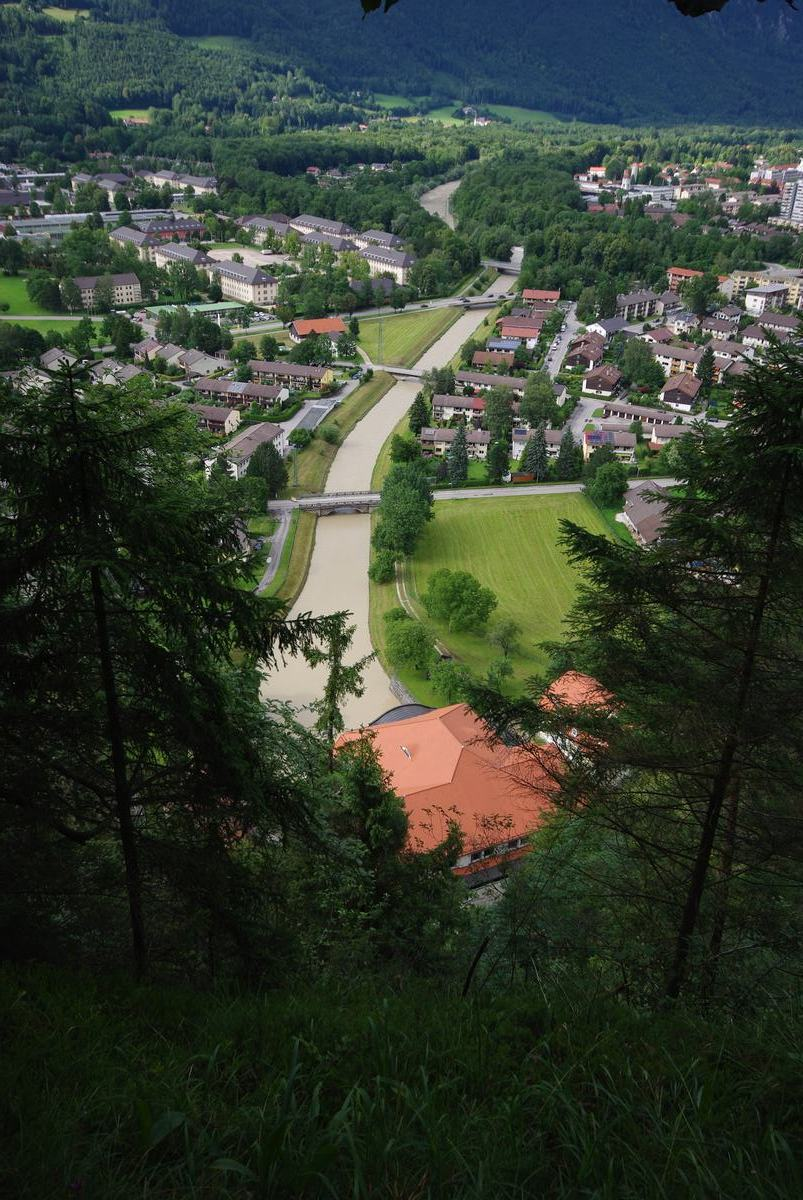
Kraftwerk und Unterwasserkanal von oben

Nachdem am 5. August 1910 die wasserrechtliche Genehmigung erteilt wurde, konnte am 1. September 1910 die Königliche Bauleitung für das Saalachkraftwerk errichtet werden. Bereits im Herbst des gleichen Jahres wurde mit den Arbeiten am Stollen und am Unterwasserkanal begonnen.

#### Sperrenanlage
Am 4. März 1911 wurde mit dem Bau der Sperrenanlage in Kibling begonnen. Nachdem im Mai 1912 ein Hochwasser einen Teil der Transportgerüste und Einrichtungen wegschwemmt hatte, konnte am 10. Mai 1913 die Montage der Grundschleuse (Walzenwehr) durch die Maschinenfabrik Augsburg-Nürnberg abgeschlossen werden. Am 20. September des gleichen Jahres wurde die Räumung des Stauseegebietes vollzogen. Das Atzenstadelanwesen mit Wohnhaus, Stall und Stadel wurde bereits Anfang 1913 abgebrochen. Am 13. Oktober 1913 begann der Einstau.

#### Stollen
Der Vortrieb wurde auf Kiblinger Seite am 3. Oktober 1910 begonnen, der Vortrieb auf der Kirchberger Seite erfolgte ab dem 10. November 1910, und bereits am 20. April 1911 fand der Durchschlag statt. Die Entfernung von Kibling beträgt 350 Meter, die Entfernung von Kirchberg 224,5 Meter. Im Baubuch ist vermerkt, dass „Richtung und Höhe genaue Übereinstimmung ergaben“. Ende 1911 waren Ausweitung und Ausbetonierung vollendet.

#### Einlaufbauwerk
Im Mai und Juni 1912 wurden die bautechnischen Arbeiten am Einlaufbauwerk in der Bucht von Kibling durchgeführt. Im Frühjahr 1913 erfolgte der Einbau der Schütze und des Rechens.

#### Wasserschloss

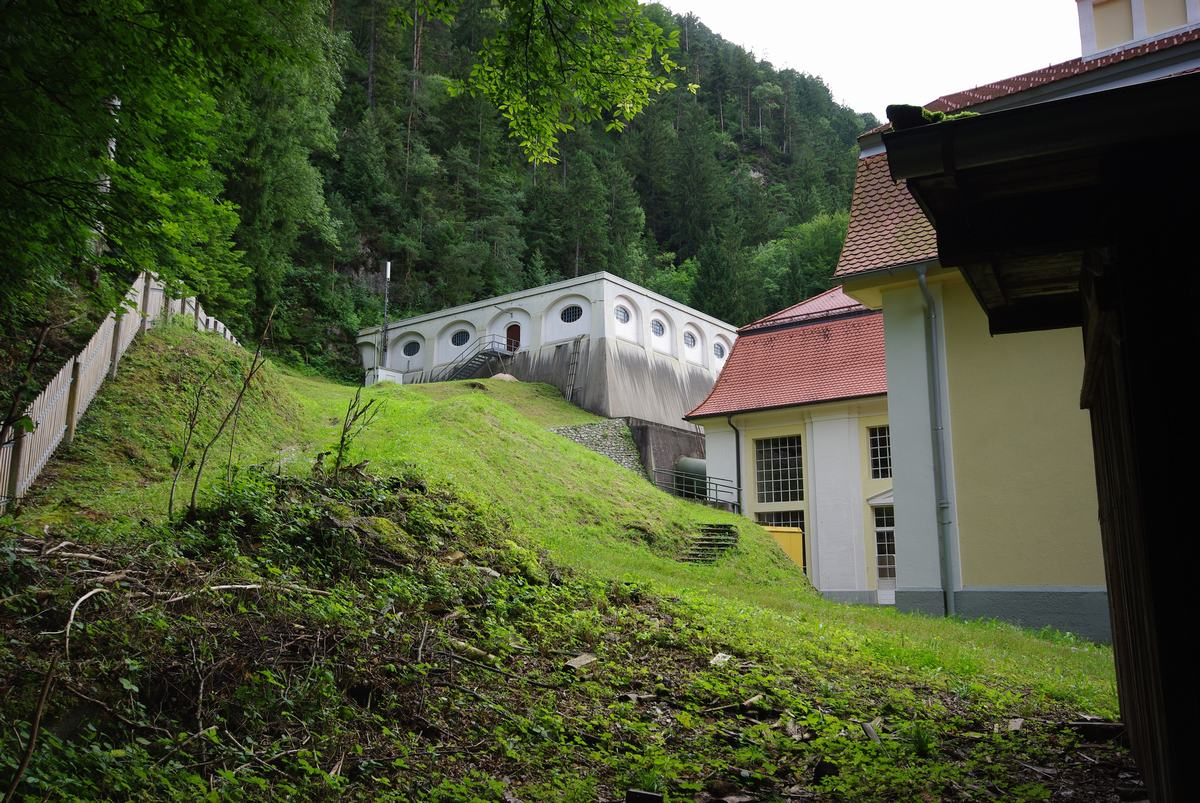
Wasserschloss

Mit den Aushubarbeiten für das Wasserschloss am Ende des Stollens auf Kirchberger Seite wurde im Herbst 1910 begonnen. Die Aufmauerung begann erst, nachdem der Krafthausunterbau und das Krafthaus entsprechend weit fortgeschritten waren. Die Wasserschütze wurden im Februar 1913 eingebaut.

#### Unterwasserkanal
Im Herbst 1910 wurde mit dem Bau des Unterwasserkanals begonnen. Im Winter 1910/1911 wurden 25.500 m³ Aushubmaterial in die Triftgründe sowie in die heutige Nonner Straße gefahren, um die Reichenhaller Stadtbäche und Triebwerkskanäle aufzufüllen. Die Förderung erfolgte in Richtung Krafthaus. Am 12. März 1913 wurde der untere Damm durchbrochen und der Kanal dem Rückstauwasser der Saalach geöffnet.

#### Krafthaus
Der Krafthausunterbau konnte im trockenen Sommer 1911 ohne Wasserhaltung hergestellt werden. Ende 1911 begannen die Hochbauarbeiten durch die Firma Schubert aus Reichenhall. Am 1. September 1912 wurde die Maschinenhalle zur Montage der Turbinen fertiggestellt. Am 1. Oktober 1913 wurden Schreiner-, Schlosser-, Spengler- und Glaserarbeiten beendet.

#### Trafohäuser

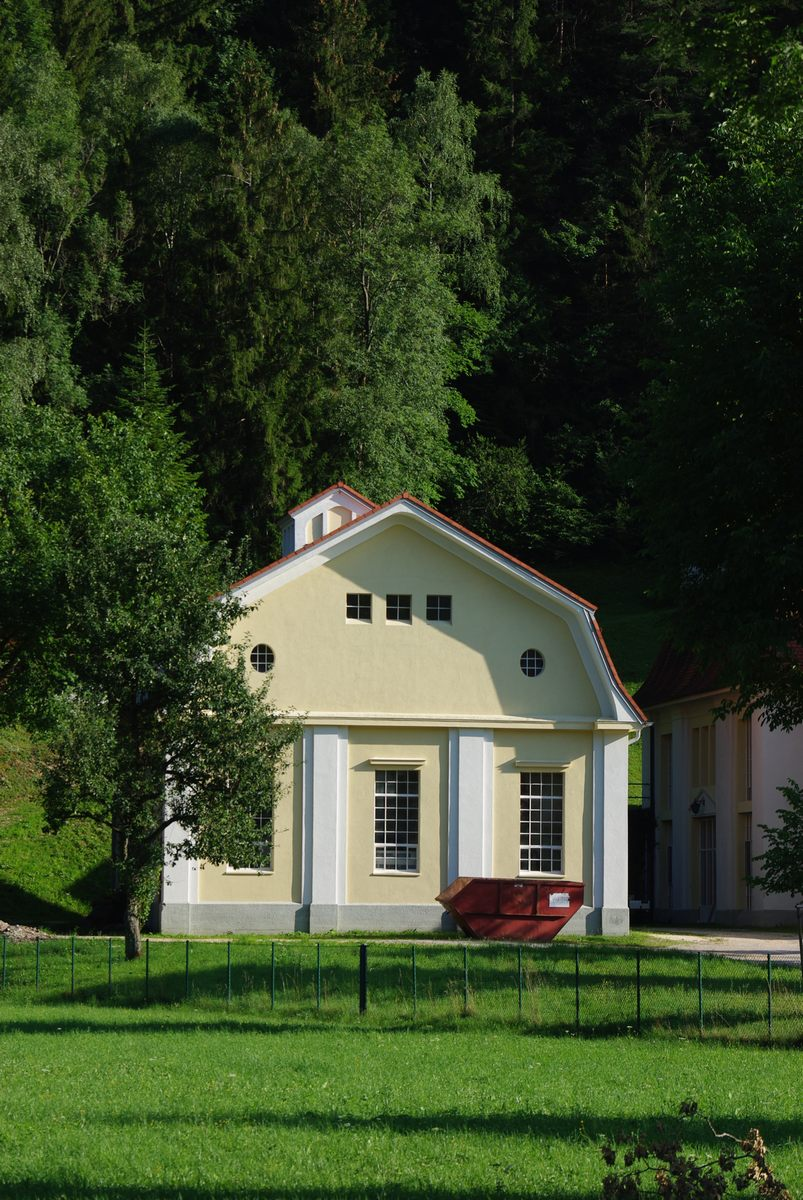
Trafohaus II (Wacker-Haus)

Der Bau des Trafohauses I wurde im Juni 1912 begonnen und im September des gleichen Jahres abgeschlossen. Das Trafohaus steht im Westen. Im Freien ist hier seit dem Anschluss des Kraftwerkes an das 110-kV-Bahnstromnetz das Unterwerk Reichenhall untergebracht.
Im Osten wurde 1917 das Trafohaus II errichtet. Von hier wurde ab 1917 bis 1952 die Dr. Alexander Wacker, Gesellschaft für elektrochemische Industrie AG in Burghausen mit 60-kV-Drehstrom versorgt. Es trägt den umgangssp. Namen Wacker-Haus; es steht heute leer und dient dem Abstellen von Geräten und Fahrzeugen.

#### Maschinen- und elektrotechnische Anlagen
Am 1. September 1912 wurde mit dem Aufbau der Turbinen und Stahlrohre begonnen. Um im kalten Winter 1912/1913 die Arbeiten im Krafthausneubau nicht unterbrechen zu müssen, wurde die Maschinenhalle mit mehreren Koksöfen geheizt. Anfang 1913 wurden die Schaltanlagen und die Generatoren geliefert und montiert. Am 5. November 1913 wurde die Stromversorgung der Stadt Bad Reichenhall probeweise aufgenommen. Die endgültige Inbetriebnahme fand im Januar 1914 statt. Für die gesamte Stadt wurde zu diesem Zeitpunkt eine Leistung von 300 kW benötigt.

### Bemerkenswerte Ereignisse 1914–1989

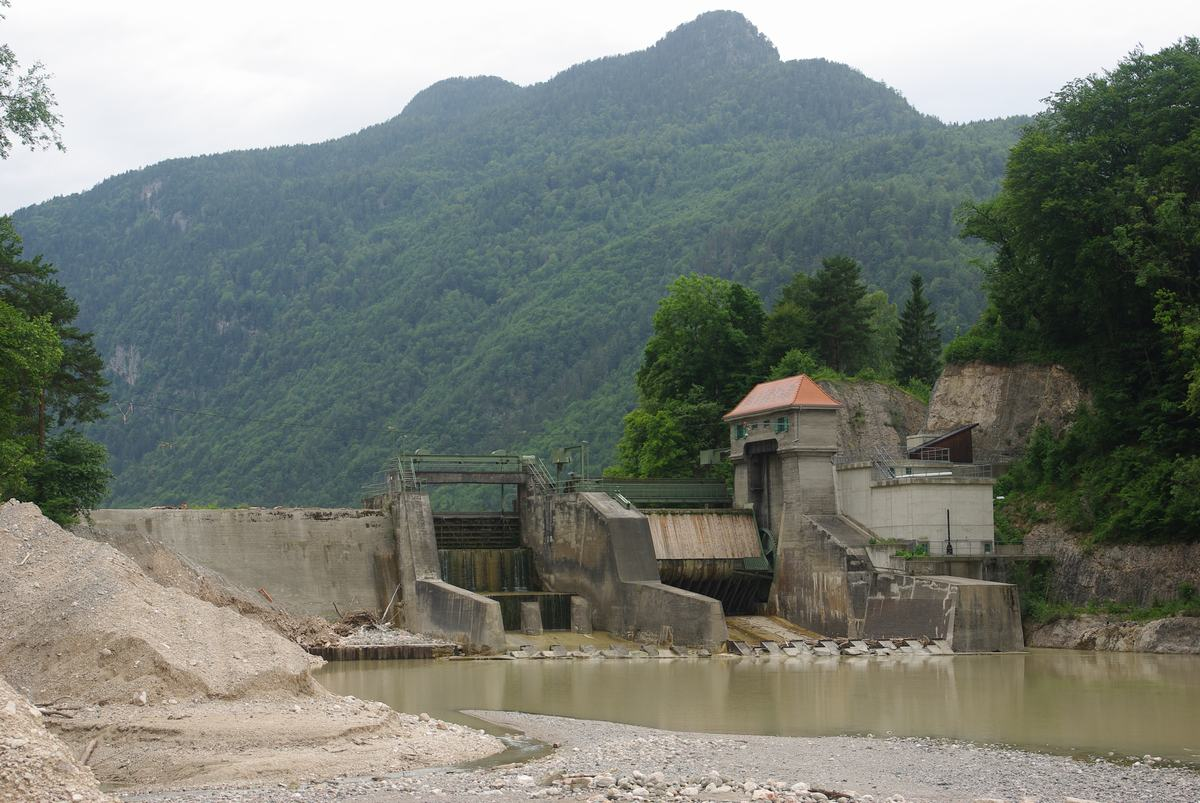
Sperrenanlage von Osten, im Hintergrund der Müllnerberg

- 16. Oktober 1915: König Ludwig III. von Bayern besuchte Bad Kirchberg, das Kraftwerk und die Sperrenanlage.
- 24. Dezember 1915: Eine Lokomotive verursachte auf der Steilstrecke Bayerisch Gmain–Hallthurm einen Kurzschluss. Dies hatte einen Druckanstieg in der Turbine 2 und einen Bruch der Verschraubungen der Kesselhälften zur Folge. In kurzer Zeit wurden der Kabelkeller und die Maschinenfundamentgruben überflutet. Die Kesselhälften wurden daraufhin mit Doppellaschen vernietet, Turbine 2 wurde nach Reparatur am 16. Juni 1917 wieder angefahren.
- 29. September 1917: König Ludwig III. von Bayern besuchte erneut das Kraftwerk.
- 21. Dezember 1917: Inbetriebnahme der 5. Turbine und des 3. Drehstromgenerators (50-Hz-Maschinensatz für die Wackerwerke).
- 6. September 1920: Ein starkes Hochwasser drückte den Rechen am Einlaufbauwerk ein. Das Treibgut gelangte bis in den Turbinenkessel; Schaden entstand jedoch nicht.
- Dezember 1921 und 1924: Durch anhaltende Trockenheit und strenge Kälte kam es in den Anfangsjahren des Kraftwerks immer wieder zu Engpässen in der Stromversorgung, was zu Stromsperren in Bad Reichenhall und der Umgebung führte. Der Zugbetrieb nach Berchtesgaden wurde zeitweise mit Dampflokomotiven abgewickelt.
- 10. Februar 1930: Die neu erbaute 15-kV-Speiseleitung nach/von Traunstein wurde eingeschaltet. Bei geringer Wasserdarbietung konnte damit aus 15-kV-Bahnstrom nach Umformung Leistung an die Stadt Bad Reichenhall geliefert werden.
- Ab 1929: Etwa zwischen Flusskilometer 23 und 24 wurde eine von Dämmen gefasste Geschieberinne eingezogen. Diese Verengung des Querschnittes sollte die Schleppkraft des Wassers erhöhen, da sich bereits seit Anfang der 1920er Jahre Verlandungserscheinungen des Sees zeigten. In den 1940er-Jahren wurden diese Leitdämme dann bis zur ehemaligen Seemitte weitergeführt.
- 1934/1935 wurde im Saalachkraftwerk eine Anlage zur Kopplung des Bahnstromnetzes mit dem öffentlichen Stromnetz mittels Quecksilberdampf-Stromrichter installiert. Diese Versuchsanlage ermöglichte die Speisung von Einphasenstrom 16²⁄₃ Hz aus dem Drehstromnetz 50 Hz und erprobte mit positivem Erfolg das Verhalten von Umrichter und Netz.[1]
- 1941: Das Dreiecksfloß vor dem Einlaufbauwerk wurde durch eine Rechenreinigungsanlage ersetzt; 1943 wurde sie mit einem Streichbalken ergänzt.
- 1. Juni 1942: Die Königsseebahn wurde von Gleichstrom auf Einphasen-Wechselstrom mit 15 kV umgestellt und vom Kraftwerk gespeist. Bis zu diesem Zeitpunkt erfolgte die Speisung aus dem Wasserkraftwerk Gartenau bei Berchtesgaden.
- 22. Februar 1950: Infolge eines Druckanstiegs im Windkessel (Hydrauliköl-Druckbehälter) der Turbine 3 zerknallte der Behälter, die Reparatur dauerte bis zum 13. März 1951.
- 1947/1950: Die Turbinenlaufräder wurden durch die Firma Voith erneuert.
- 1951/1952: Das Kraftwerk wurde an das 110-kV-Bahnstromnetz angeschlossen.
- 1958: Die Erneuerung der Sohle und der Böschungsbefestigung im Unterwasserkanal wurde abgeschlossen.
- 19. August 1974: Schwere Gewitterregen verursachten eine Hochwasserwelle und einen unbemerkten Überstau des Sees von 70 cm. Vor dem Stauwehr bildete sich ein Teppich aus Baumstämmen und Treibholz von ca. 3500 m² Größe. Da die Hochwasserschleuse wegen Überflutung nicht mehr geöffnet werden konnte, wurde die Grundschleuse geöffnet. Die einbrechenden Holzmassen hoben die Grundschleuse aus den beidseitigen Zahnstangenführungen, der Schleusenkörper stellte sich quer und der See entleerte sich vollständig. Am 7. Mai 1975 wurden die Reparaturarbeiten durch das Bahnbetriebswerk Freilassing abgeschlossen.

### Teilerneuerung ab 1988
Das Kraftwerk versorgte bis zu diesem Zeitpunkt die Stadt Bad Reichenhall im Inselbetrieb mit elektrischer Energie mit einer Spannung von 5 kV. Der restliche Teil der Stadt wurde durch die Thüga Freilassing (heute zugehörig E.ON Bayern) mit 20 kV beliefert. Ziel der Teilerneuerung war neben technischer Überholung der mittlerweile 75 Jahre alten Anlagen eine Umrüstung der Transformatorstation auf 20 kV.

#### Schaltanlagen
Durch den Parallelbetrieb mit dem Netz der Stadtwerke wurden die Schaltanlagen erneuert, um der Erhöhung der Kurzschlussleistung gerecht zu werden. Deshalb wurden neue blechgekapselte Doppelsammelschienen-Schaltzellen verbaut.

#### Generatoren
Zusätzlich zu den vorhandenen Spannungsreglern wurden die Generatoren mit einem für den Parallelbetrieb erforderlichen Leistungsfaktorregler der Firma ABB ausgestattet. Die Wicklungsisolation der Generatorständer und die Papierisolation der Ständerbleche waren nach der langen Betriebszeit brüchig geworden. Diese Bauteile wurden getauscht und technisch überarbeitet. Die Rotorspulen waren in einwandfreiem Zustand. Die Erneuerung der Statorwicklungen und der Statorblechisolation wurde von der Firma Siemens (Niederlassung Essen) ausgeführt.

#### Turbinen
Die fünf Francis-Zwillingsturbinen erhielten neue hydraulische Stellgeräte mit vollautomatischer, elektronischer Ansteuerung. Aufgrund erheblicher Verschleißerscheinungen an den Turbinen und besonders Kavitationsschäden an den Laufrädern wurden alle Turbinen einer gründlichen Revision unterzogen. Die Laufräder mit Stahlgusskranz und Stahlblechschaufeln wurden durch Räder, die nur noch aus Stahlguss bestehen, ersetzt. Durch den Ersatz der verschlissenen Laufräder verbesserte sich der Wirkungsgrad um ca. 10 %. Die Überholung der Anlagen wurde durch die Firma WKA aus Heidenheim durchgeführt.

#### Transformatoren
Um eine Kostenreduzierung zu erreichen, wurde die Eigenversorgung des Kraftwerks vereinfacht. Damit entfielen Transformatoren, andere wurden durch neue Anlagen der Firma AEG aus München ersetzt.

#### Einlaufschütz und Rechenräumanlage

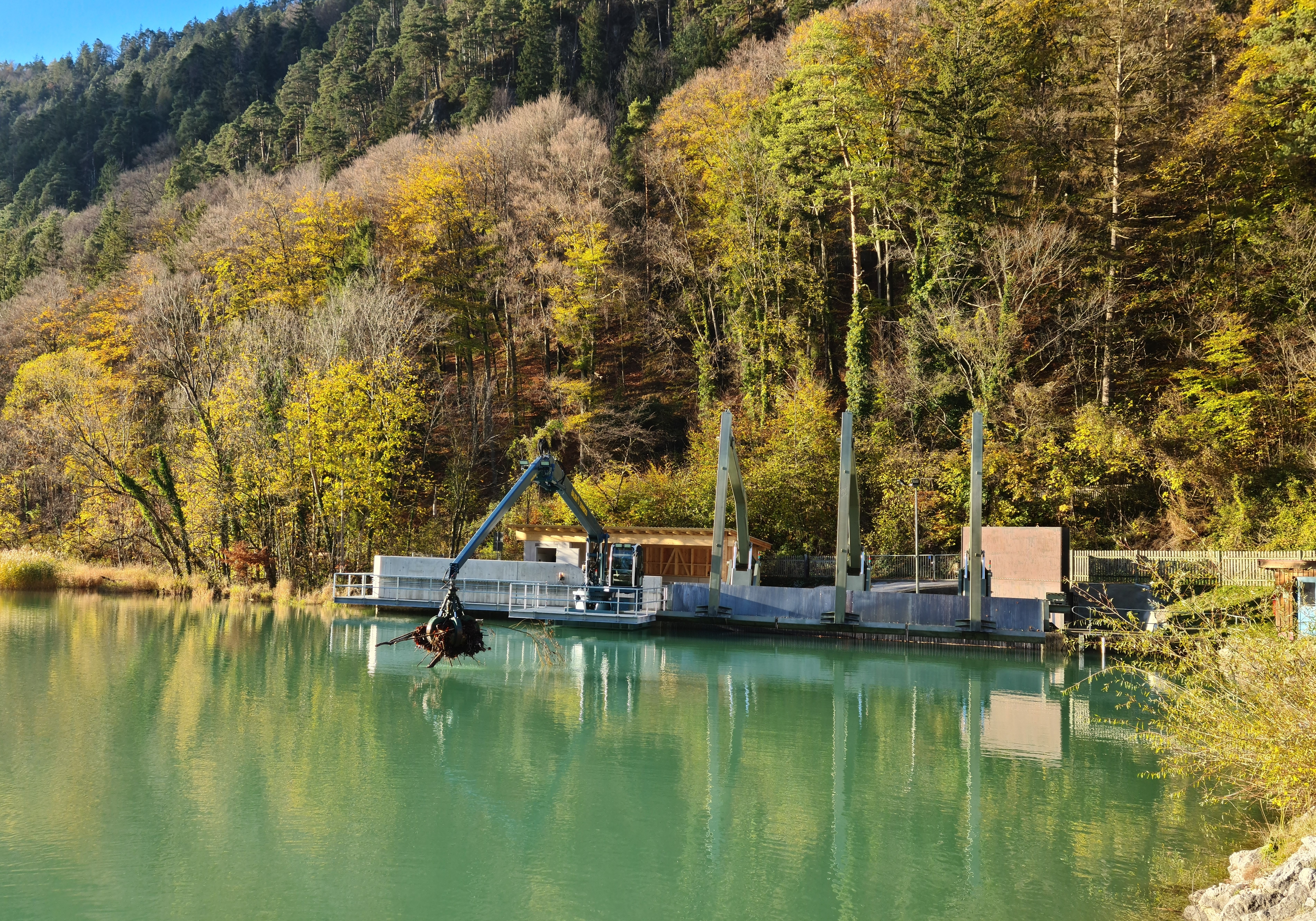
Einlaufbauwerk am Saalachsee mit Treibholzrechen und Rechenreinigung

Das damals nicht einsatzfähige Einlaufschütz wurde repariert. 2022 wurde die Rechenräumanlage komplett erneuert.

#### Steuerung
Die Steuerung des Kraftwerks wurde mit modernster Technik ausgestattet und bot danach mit vier hierarchisch aufgebauten Steuerungsebenen größtmögliche Funktionssicherheit.
- Eine Hand-Not-Schaltung stellte dabei die erste und unterste Steuerungsebene dar. Damit kann mechanisch bei einem Ausfall aller anderen Steuerungsebenen die Steuerung des Kraftwerks erfolgen.
- Die Vor-Ort-Steuerung war die zweite, höhere Steuerungsebene. Diese funktionierte elektrisch, musste aber ebenfalls manuell vor Ort von Hand bedient werden.
- Die Mosaik-Leittafel war die dritte Steuerungsebene. Diese war mit ihren speicherprogrammierbaren Steuerungen (SPS) und Überwachungs- und Messeinrichtungen als vollwertige, zentrale Fernbedieneinrichtung mit nur geringfügigen Abstrichen gegenüber der höchsten Steuerungsebene zu sehen. Ihr Einsatzgebiet war neben der Notwendigkeit als Umbauprovisorium die zentrale Not-Fern-Steuerung.
- Ein rechnergesteuertes Leitsystem bildete die vierte und höchste Steuerungsebene. Mittels damals modernster Datenverarbeitungstechnik hatte das Leitsystem Zugriff auf alle Signale des Rangierverteilers, und über die Schnittstelle zur dritten Steuerungsebene Ausführungsmöglichkeiten bis zu den untersten elektrischen Schaltorganen.

### Restwasserkraftwerk
Da durch die vollständige Umleitung des Wassers in das Kraftwerk die ca. 1,8 km lange Ausleitungsstrecke der Saalach von der Staumauer Kibling bis zur Mündung des Unterwasserkanals bis auf wenige Hochwassertage im Jahr vollständig austrocknete, wurde das Kraftwerk 2005 um ein Restwasserkraftwerk direkt am Stauwehr des Saalachsees ergänzt, das im Normalbetrieb ganzjährig eine Menge von ca. 6 m³ pro Sekunde in das alte Flussbett abgibt. Die behördlich festgelegten Wassermengen liegen monatlich gestaffelt zwischen 3 m³/s und 4,5 m³/s. Diese Maßnahme dient der Verbesserung von Gewässerökologie und Landschaftsbild.

### Heutige Nutzung
Das Saalachkraftwerk liefert weiterhin sowohl 15 kV als auch 110 kV-Einphasenwechselstrom (16,7 Hz-Bahnstrom) als auch 50 Hz-Drehstrom über 20 kV-Anbindung an die Stadtwerke Bad Reichenhall. So ist es für die Bürger der Stadt möglich, über die Stadtwerke Bad Reichenhall Ökostrom (Mein SaalachstromÖko) größtenteils aus dem örtlichen Saalachkraftwerk zu beziehen. Das Kraftwerk ist über eine einkreisige 110-kV-Bahnstromleitung an das Netz der DB Energie angeschlossen. Auf dem Gestänge der Leitung verläuft außerdem eine 20 kV-Mittelspannungsleitung für die Versorgung des Sägewerks Fritzer zur Lieferung elektrischer Energie gem. Ablösevertrag. Eine solche Hybridleitung ist deutschlandweit einzigartig.
Das Saalachkraftwerk ist nicht für Besucher geöffnet, zum Tag des offenen Denkmals werden jedoch oft Führungen angeboten.

## Beschreibung
Das vom Saalachsee abgeleitete Wasser wird über ein Ausleitungsbauwerk und einen 576 Meter langen Druckstollen in ein Wasserschloss oberhalb des Kraftwerks geleitet. Von dort wird es über fünf Fallrohre mit einem Durchmesser von je 2,6 Metern auf die Turbinen geleitet. Nach dem Passieren der Turbinen wird das Wasser über einen 620 m langen Unterwasserkanal wieder der Saalach zugeführt.

### Sperrenanlage (alte Anlage)
(Standort: 47,71173° N, 12,86555° O)

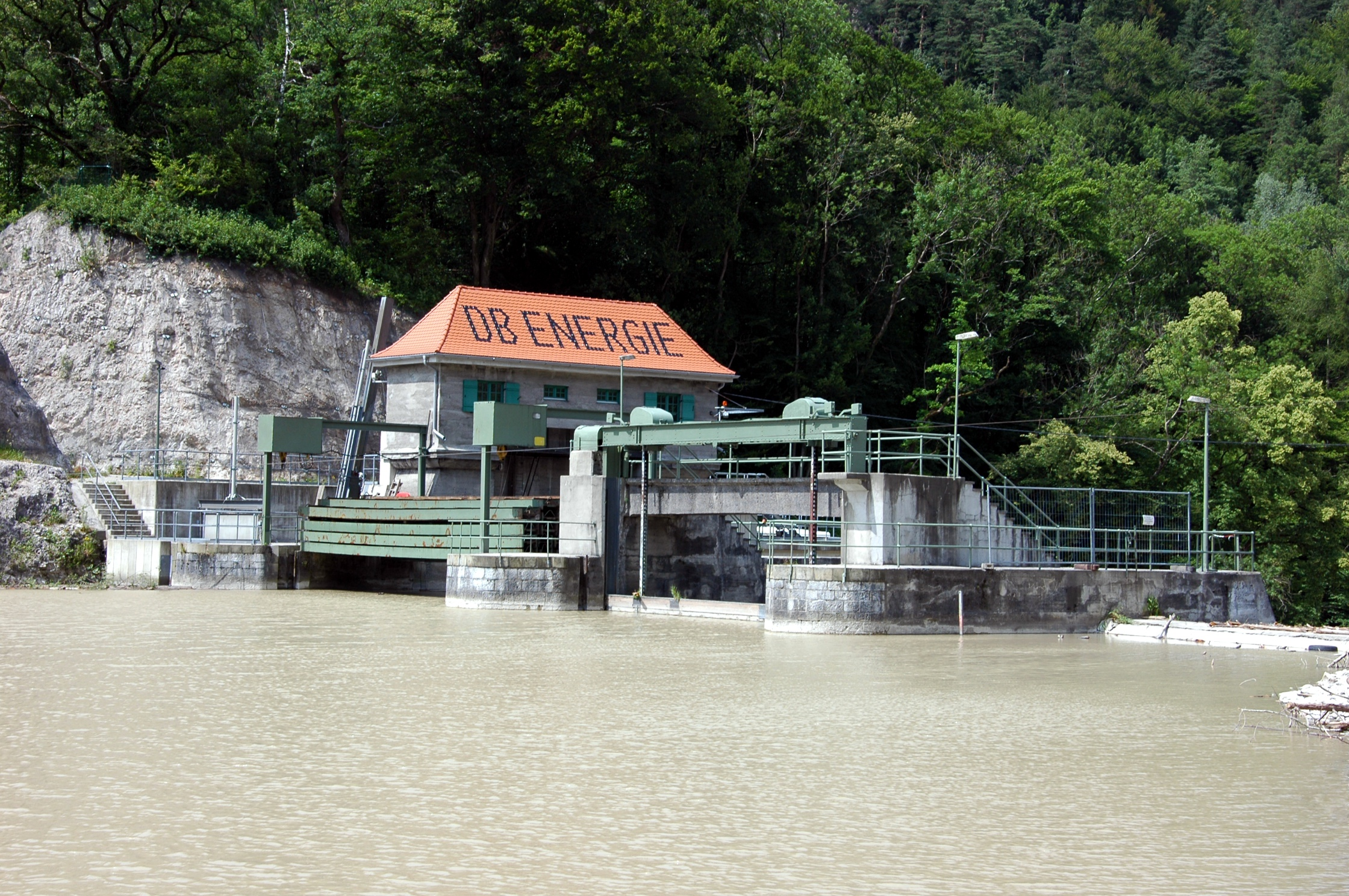
Wehranlage der Staumauer Kibling, Wasserseite (2012)

An der Sperrenanlage wird der Wasserspiegel der Saalach um 9,6 Meter aufgestaut. Die Flusssohle besteht im unteren Teil aus festgefügtem Geschiebe, auf das die einzelnen Sperrenteile nach dem Druckluftverfahren (Caisson) gegründet werden. Zur Vermeidung von Sickerwasser unter der Sperre versenkte man unmittelbar vor dem Bauwerk von einem Ufer zum anderen eine 4,5 Meter starke Betonplatte, die bis auf den Felsen auf die wasserundurchlässige Schicht reicht. Ausführende Firma war die Bauunternehmung Liebold & Cie. GmbH (Niederlassung Langebrück). Das Walzenwehr wurde durch die Maschinenfabrik Augsburg-Nürnberg eingebaut.
Daten:
- Grundwasserschleuse: 13,60 Meter l.w.; 8,50 Meter Schwellentiefe
- Hochwasserschleuse: 10,00 Meter l.w.; 2,60 Meter Schwellentiefe
- Sperrenkörper: 37,50 Meter Kronenlänge; 1,60 Meter Breite oben; 20,65 Meter Breite unten

Das Stauziel liegt bei 486,3 m ü. NN.
2005 wurde die bestehende Sperrenanlage auf der nördlichen Seite durch das Restwasserkraftwerk ergänzt, der Rest des Bauwerks blieb unverändert.

### Sperrenanlage (nach Umbau 2014 bis 2017)
Die alte Sperrenanlage wurde nach 100 Jahren durch einen umfangreichen Umbau der aktuellen Normung angepasst.

### Stollen
(Standort: 47,71546° N, 12,86357° O)
Der Stollen unterquert den östlichen Ausläufer des Müllnerhorns, die Bürgermeisterhöhe, von der Bucht in Kibling in nördlicher Richtung. Ausführende Firma war wiederum die Bauunternehmung Liebold & Cie.
- Querschnitt: 14,0 m²
- Länge: 576,0 Meter
- Längsgefälle: 0,6 Meter (ca. 1o/oo)

### Ausleitungsbauwerk
(Standort: 47,7125° N, 12,86362° O)
Das Ausleitungsbauwerk befindet sich in der Bucht von Kibling am Beginn des Stollens. Ausführende Firma war ebenfalls die Bauunternehmung Liebold & Cie. Die Schütze und der Rechen wurden durch die Firma Georg Noell & Cie. (Würzburg) eingebaut.

### Wasserschloss
(Standort: 47,71783° N, 12,86332° O)
Am Ende des Stollens befindet sich das Wasserschloss. Die Mauern sind aus Beton, die Dachkonstruktion aus Stahlbeton durch die Bauunternehmung Liebold & Cie. ausgeführt. Der Einbau der Wasserschütze erfolgt durch die Firma Georg Noell & Cie.
- Inhalt: 2960 m³
- Wasserfläche: 450 m²
- Füllhöhe: 486,3 m ü. NN

### Unterwasserkanal
(Standort: 47,72036° N, 12,86346° O)
Der Kanal verläuft vom Krafthaus bis zur Einmündung in die Saalach. Die Böschung ist bis auf die Höhe von 2 m durch Betonplatten gesichert. Mit den 25.500 m³ Aushubmaterial wurden die Reichenhaller Stadtbäche und Triebwerkskanäle aufgefüllt. 1958 wurde die Sohle erneuert und die Böschung neu befestigt.
- Länge: 600 Meter
- Sohlenbreite: 12 Meter

### Krafthaus und Trafohaus
(Standort: 47,71822° N, 12,86318° O)

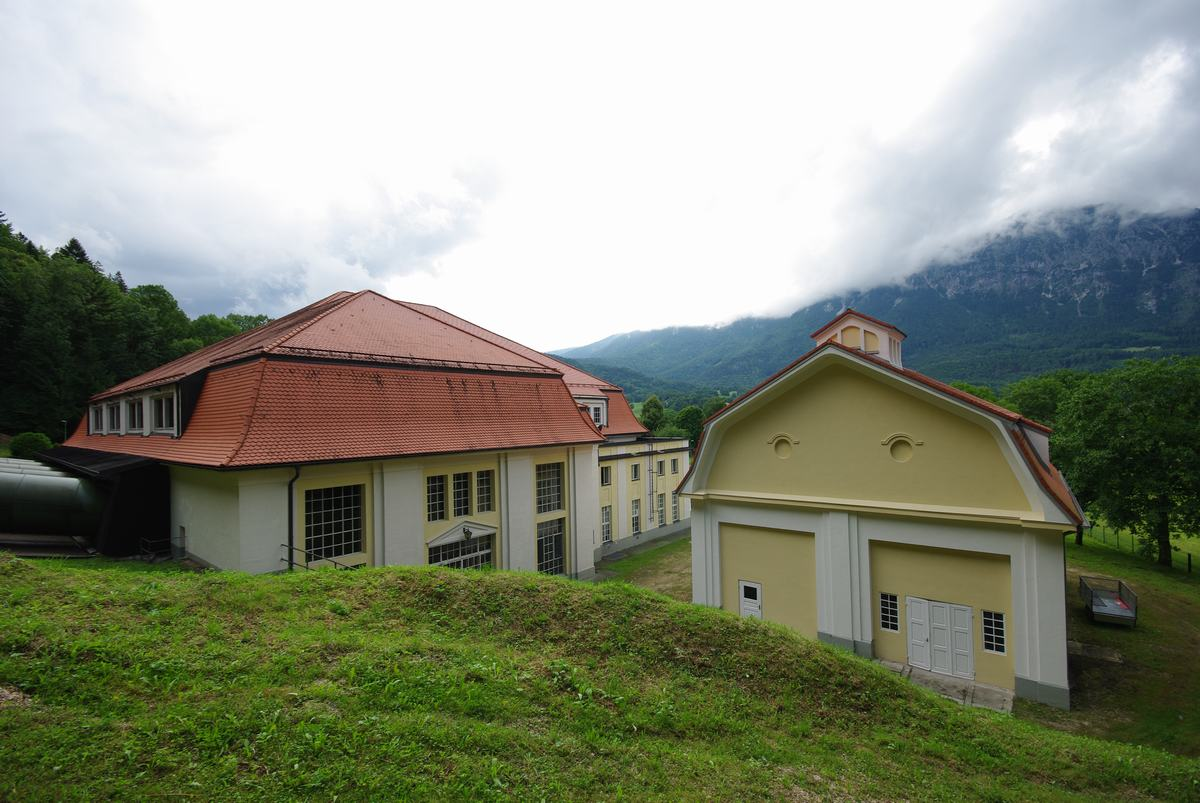
Krafthaus, Rückseite mit Transformatorhaus II

Das Krafthaus und das Trafohaus bestehen aus Beton und Stahlbeton und wurden von der Bauunternehmung Schubert (Reichenhall) errichtet. Sehenswert ist die Stahlbetonkonstruktion des Dachstuhles, die einer Holzkonstruktion nachempfunden ist. Die vier 16,7-Hz-Generatoren wurden von Brown, Boveri & Cie. sowie Garbe, Lahmeyer & Co. geliefert, die vier 50-Hz-Generatoren durch die Siemens-Schuckertwerke.

### Baumaterialien
Die für den Bau notwendigen Mengen von Kies und Sand wurden aus der Saalach entnommen. Der Zement stammte von den Portlandzement-Werken Orion (Schlehdorf bei Kochel) und Harburg, teilweise kam auch Blaubeurer Zement zum Einsatz. Die Klinker stammen aus Waldsassen, die Kalkbruchsteine aus dem Steinbruch in Karlstein. Der Granit wurde von der Bayerischen Granit AG (Regensburg) geliefert, die Zementrohre stammen von Schönherr (Laufen) und Bernrieder (Rosenheim).

## Technische Daten
- Leistung: 2200 kW pro Turbine
- Frequenz: 16,7 Hz und 50 Hz

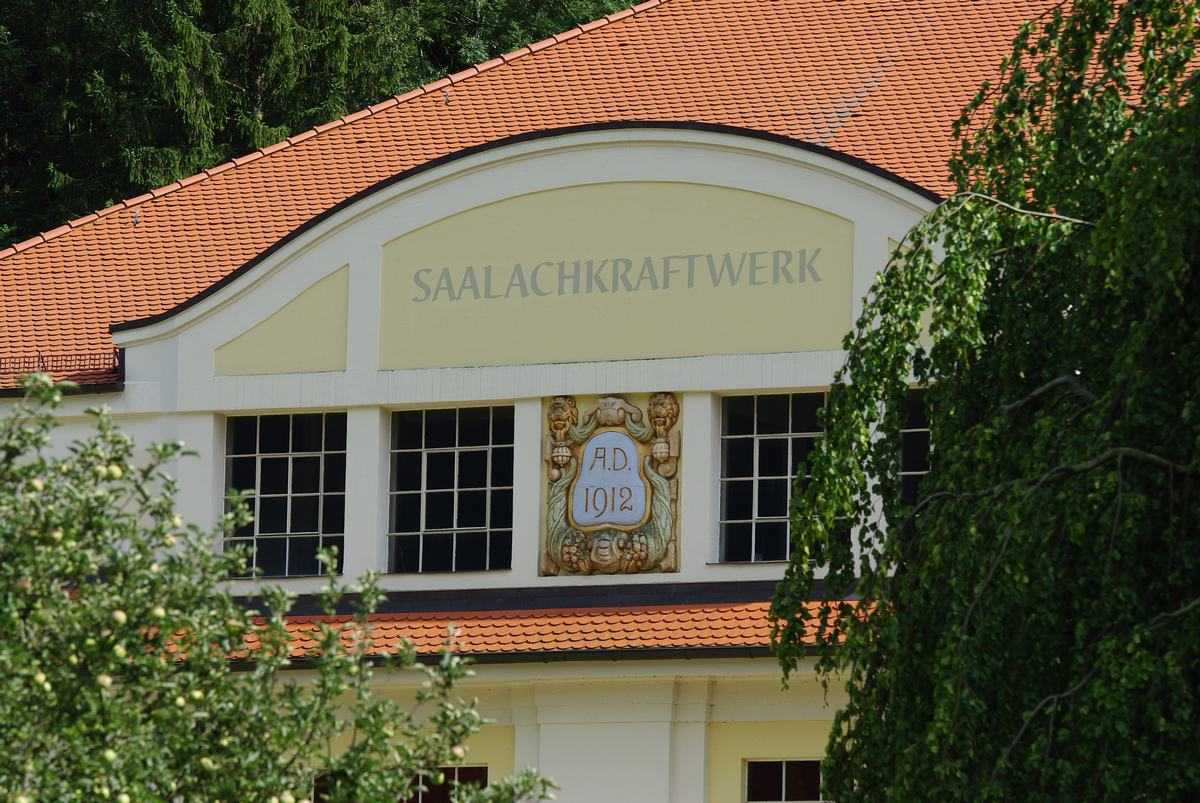
Ornament in der Nordfassade
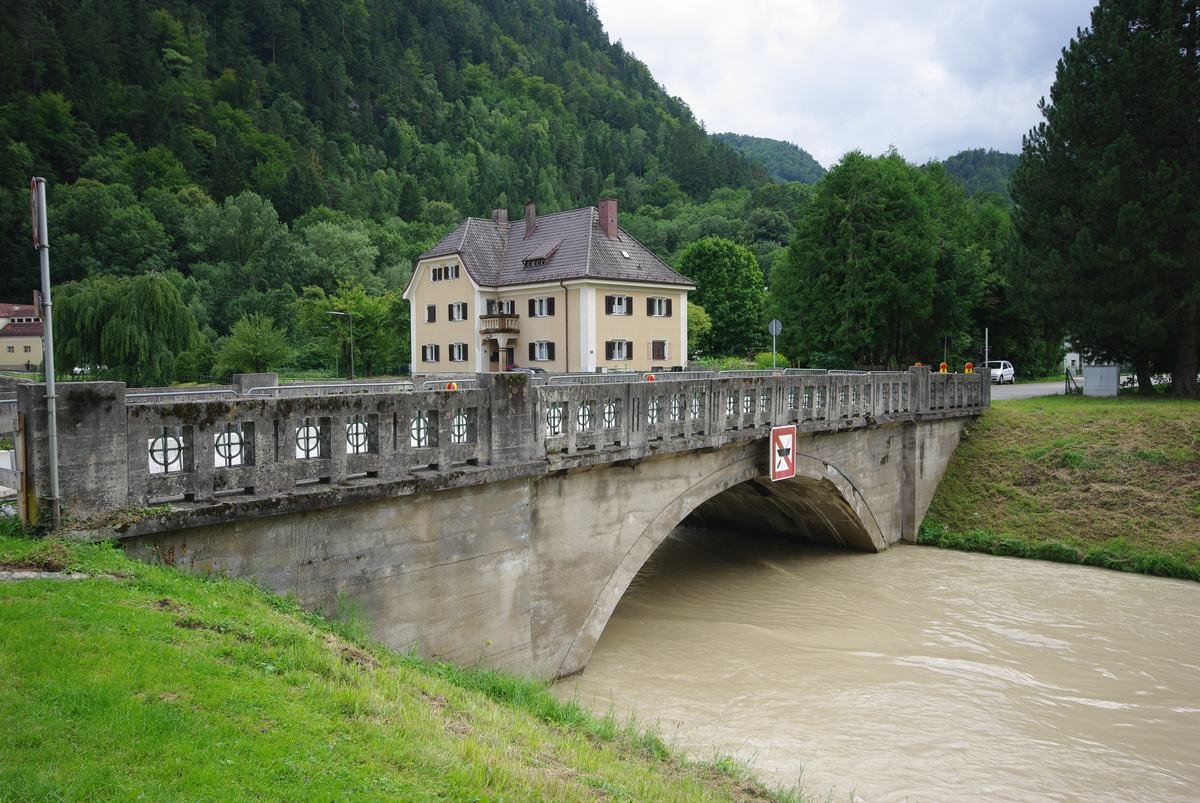
Unterwasserkanal mit Brücke bei Hochwasser (Thumseestraße)
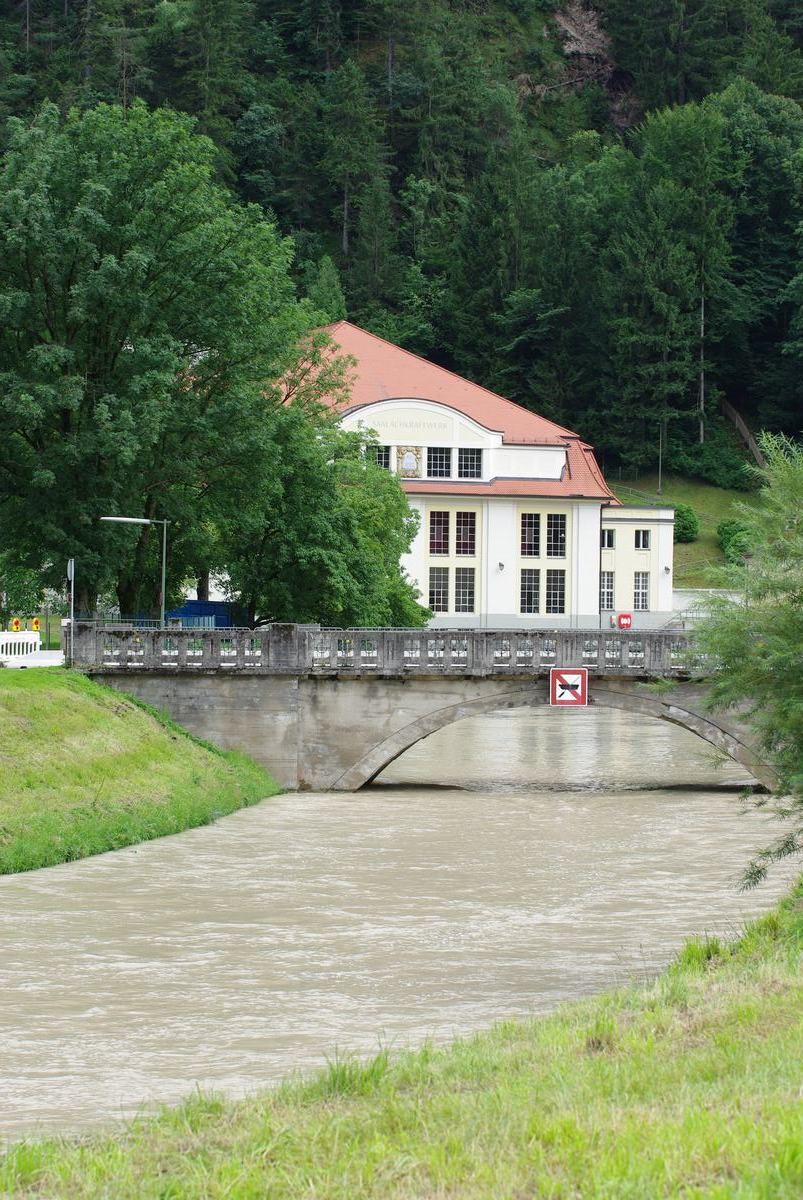
Blick auf das Kraftwerk von Norden
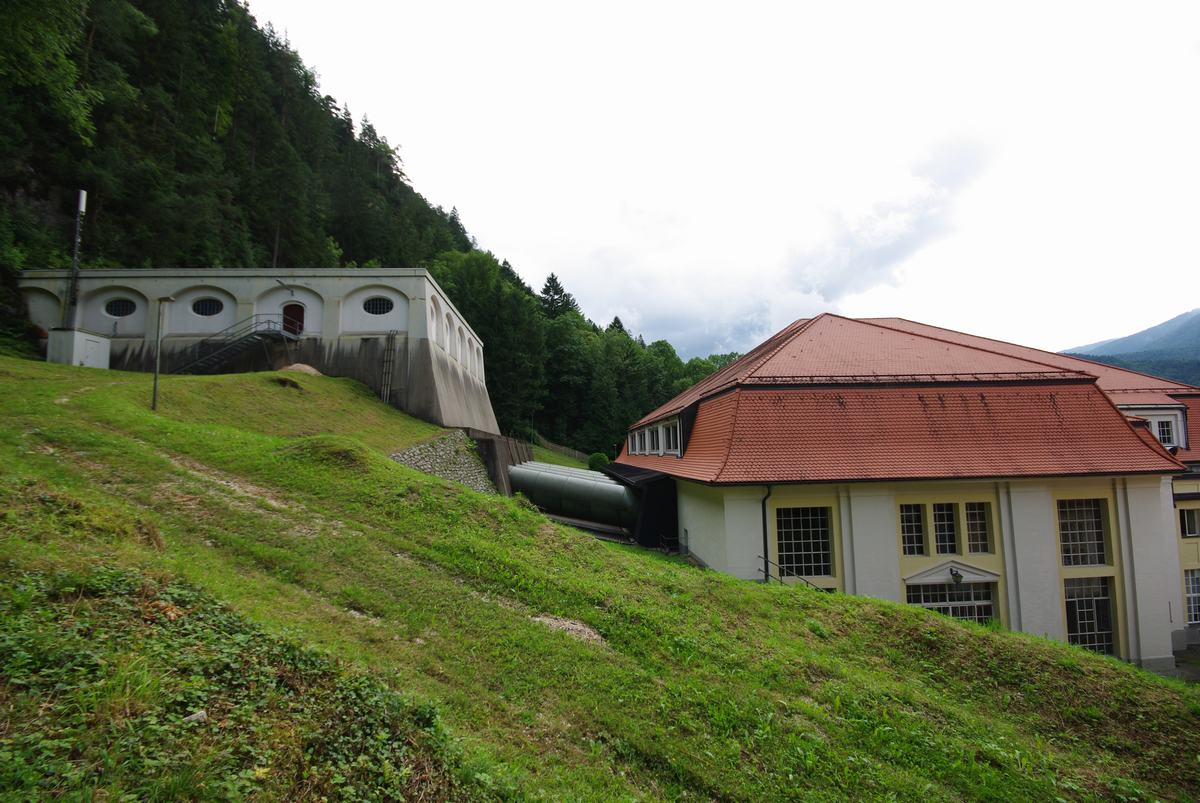
Wasserschloss, Fallrohre und Krafthaus
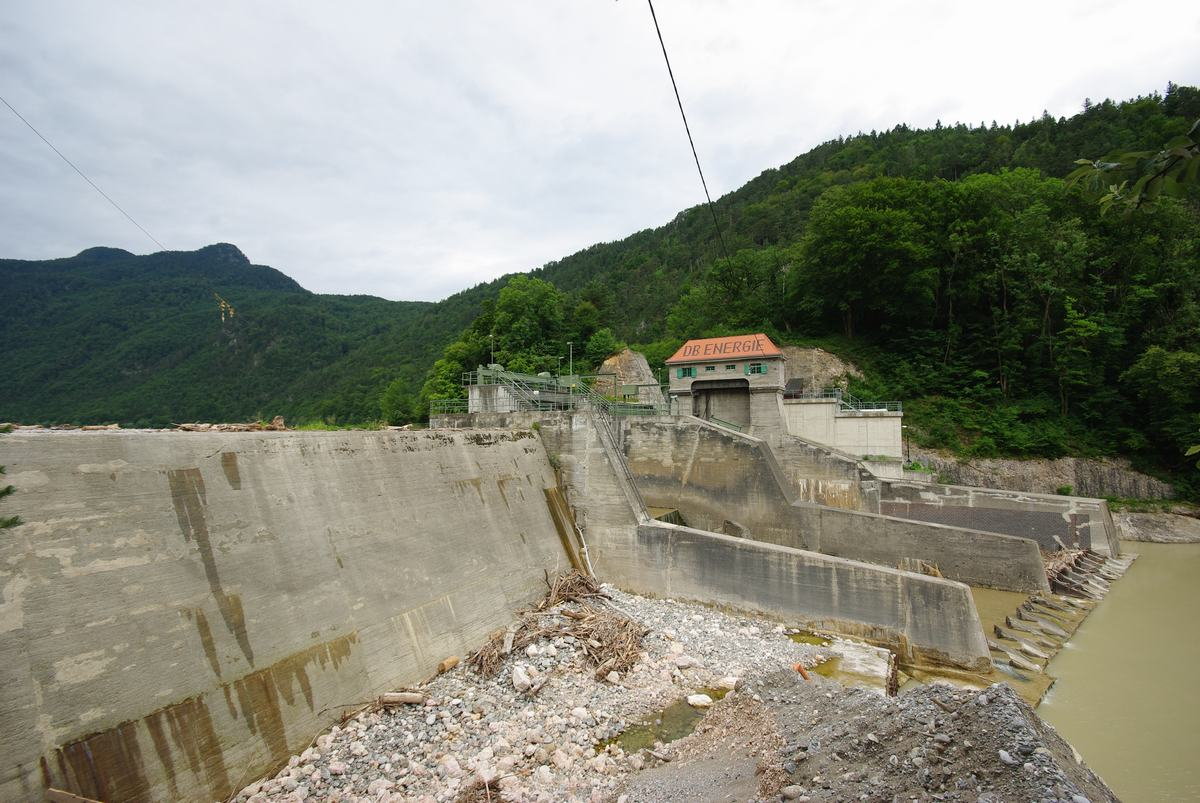
Sperrenanlage